# Nichelle Prince
Nichelle Prince, född 19 februari 1995 i Ajax i Ontario, är en kanadensisk fotbollsspelare som spelar för Houston Dash.
Prince blev olympisk bronsmedaljör i fotboll vid sommarspelen 2016 i Rio de Janeiro. Vid olympiska sommarspelen 2020 i Tokyo var Prince en del av Kanadas lag som tog guld.